# Rhomphaea affinis
Rhomphaea affinis är en spindelart som beskrevs av Roger de Lessert 1936. Rhomphaea affinis ingår i släktet Rhomphaea och familjen klotspindlar.
Artens utbredningsområde är Moçambique. Inga underarter finns listade i Catalogue of Life.